# Mi marido tiene más familia
La segunda temporada de la telenovela mexicana Mi marido tiene familia conocida como Mi marido tiene más familia, fue producida por Juan Osorio y ordenada el 18 de octubre de 2017. Se estrenó por Las Estrellas el 9 de julio de 2018 en sustitución de Tenías que ser tú, y finalizó el 24 de febrero de 2019 siendo reemplazada por Silvia Pinal, frente a ti.
La temporada está protagonizada nuevamente por Zuria Vega, Daniel Arenas, Diana Bracho y Silvia Pinal junto Arath de la Torre, Susana González y Gabriel Soto, quienes se integraron para esta temporada.

## Trama
Julieta finalmente ha logrado mantener una vida personal y profesional con equilibrio, al lado de Robert y sus hijos: David, de 8 años y Blanquita, pequeña de un año y medio de edad. Nuevamente, la familia Córcega enfrentará una serie de problemas cuando Robert encuentre a su abuelo, Canuto "Tito" Córcega (Carlos Bracho), el «difunto» padre de Eugenio, Tulio y Audifaz, quien Doña Imelda les hizo creer que había muerto cuando este le fue infiel con Crisanta hace décadas. Por otra parte, Julieta pasa por sofocones con la llegada de Susana Córcega (Susana González), como su nueva jefa, pero Susana es nada más y nada menos que la hija que Canuto y Crisanta procrearon en Baja California, y juntos llegan a conocer a los demás Córcega hasta Oaxaca. Susana pondrá a prueba la capacidad de superación de Julieta; ella no puede creer que su nueva jefa sea tía consanguínea de Robert y, por lo tanto, su tía política. Creyendo que el destino se empeña en ponerle más obstáculos de los que ya ha tenido que atravesar, definitivamente así lo es, pues ahora Julieta tiene más familia política, cosa de la que ella siempre quiso huir. Daniela y Gabriel «Los osos», han construido un matrimonio estable ante los conflictos de sus familias: los Córcega y los Musi. Daniela asumirá un mayor desafío cuando Gabriel le pide que tengan un hijo, —de por sí lo fue casarse con él y que su familia la aceptará—. Esto desencadenará aún más problemas entre las familias, más aún con la llegada del abuelo de Gabriel y su primo, Guido, quien causará problemas enormes con los Musi y los Córcega.
Para Robert, es un verdadero milagro haber encontrado a todos los Córcega, de los cuales también se suman: Sebastián y Axel, hijos de Susana y primos hermanos de Robert. Los miembros restantes de la familia Córcega detonarán un nuevo hilo conductor que serán: las peleas. Esto implica nuevos retos en la vida de los «Oppas»; Julieta y Robert, y juntos demostrarán que, a pesar de los problemas de las familias y los matrimonios modernos, ellos podrán seguir adelante, viendo por su bienestar.

## Producción

### Desarrollo
La telenovela se renovó para una segunda temporada el 18 de octubre de 2017, días antes del final de la primera temporada, y comenzó a filmarse el 9 de mayo de 2018. El 28 de mayo de 2018, la revista People en Español confirmó que la telenovela cambiaría su título a Mi marido tiene más familia. De acuerdo con Juan Osorio, el cambio de título se acordó para darle más sentido a la historia.

### Casting
Para la segunda temporada, varios actores reanudaron sus personajes como Zuria Vega, Daniel Arenas, Laura Vignatti, José Pablo Minor, Diana Bracho, Rafael Inclán y Silvia Pinal entre otros. El 22 de diciembre de 2017, se confirmó la inclusión al reparto de Arath de la Torre interpretando a «Pancho López», personaje que interpretó en 2011 en la telenovela Una familia con suerte. El 1 de mayo de 2018, se confirmó la inclusión de Gonzalo Vega Jr., Susana González, y Carlos Bracho y la reaparición en televisión de Carmen Salinas.

### Música
Para la segunda temporada el tema principal «Tú eres la razón» es interpretado por Margarita la Diosa de la Cumbia y nuevamente por Los Fontana. Los temas de cierre «Bronceados de amor» y «Labios de miel» son interpretados por Emilio Osorio.

## Episodios
| N.º en serie | N.º en temp. | Título                                                                     | Fecha de emisión original | Audiencia (millones) |
| --- | ------------ | -------------------------------------------------------------------------- | ------------------------- | -------------------- |
| 103 | 1            | «Julieta conoce a Susana Córcega, su nueva jefa»                           | 9 de julio de 2018        | 3.3                  |
| Julieta está segura de que ser madre y una profesional exitosa al mismo tiempo es posible y que no necesita renunciar a sus sueños, pero después de conocer a su nueva jefa, puede que cambie de opinión. La familia Córcega conmemora al abuelo Canuto. Tito llega a Oaxaca con mucho misterio. Imelda y Crisanta se encuentran y comienzan su competencia. A Julieta le molesta el apellido de Susana. |              |                                                                            |                           |                      |
| 104 | 2            | «Canuto confiesa que tiene otra familia»                                   | 10 de julio de 2018       | 3.3                  |
| Canuto le confiesa a Axel que ha mentido toda su vida, porque en realidad tiene otra familia, una esposa y tres hijos. Julieta investiga si Susana tiene que ver con la familia de Robert. Sebastián se hace amigo de David después de defenderlo. Julieta y Robert tienen problemas para dividir su tiempo. Daniela y Gabriel entregan la orden de los alebrijes rotos. |              |                                                                            |                           |                      |
| 105 | 3            | «Julieta debe separarse de Blanquita»                                      | 11 de julio de 2018       | 3.0                  |
| Susana no puede cerrar la inversión y culpa a Julieta por todo el caos causado por su familia, por lo que le pide que ya no lleve a Blanquita a la oficina. Daniela y Gabriel tienen un problema debido al incumplimiento de contrato. A Blanca le duele la actitud de Eugenio. Tito se esconde de Imelda. Robert le da a Tito malas noticias. |              |                                                                            |                           |                      |
| 106 | 4            | «Imelda descubre que Canuto está en Oaxaca»                                | 12 de julio de 2018       | 3.4                  |
| Canuto e Imelda se vuelven a encontrar, el secreto que han guardado durante años está a punto de ser descubierto. Blanca se enfrenta a Daniela y Gabriel y decide llevar a Frida a vivir con ella. Robert discute con Julieta por su curso. Julieta se enfrenta a Susana. Sebastián y Axel se comunican con sus padres. Julieta insiste a que Blanca cuide a sus hijos. |              |                                                                            |                           |                      |
| 107 | 5            | «Pancho López llega al edificio Córcega»                                   | 13 de julio de 2018       | 3.2                  |
| Un nuevo inquilino llega al edificio de Córcega, Pancho López, acompañado por sus hijos Temo, Julio y Lupita. Imelda se enfrenta a Canuto y le advierte que ella no lo quiere en su vida. Julieta huye del trabajo. Blanca se queja con Julieta de pasar tiempo con sus nietos. Temo está impresionado de conocer a Aristóteles. |              |                                                                            |                           |                      |
| 108 | 6            | «Robert descubre que Canuto es su abuelo»                                  | 16 de julio de 2018       | 3.3                  |
| Robert descubre que Canuto es su abuelo cuando ve el proyecto del árbol genealógico de David y Sebastián. Blanca intenta descubrir qué hay detrás de la gran tristeza de Pancho. Temo guarda un secreto para su papá. Julieta le propone a Susana una nueva estrategia. |              |                                                                            |                           |                      |
| 109 | 7            | «Imelda ya no puede escapar del pasado»                                    | 17 de julio de 2018       | 3.7                  |
| Robert enfrenta a Imelda y le dice que él ya conoce su secreto, y que aunque hizo creer que Canuto estaba muerto, él regresó a Oaxaca, y tiene otra familia y muy pronto todos sabrán la verdad. Imelda planea un plan contra Crisanta. Susana le pregunta a su padre sobre sus orígenes. Eugenio y Audifaz extrañan a su padre. |              |                                                                            |                           |                      |
| 110 | 8            | «Temo conoce a Sofía la hija de Aris»                                      | 18 de julio de 2018       | 3.4                  |
| Los Córcega sospechan que Pancho esconde algo porque tiene mucho dinero y podría estar huyendo de la policía. A pesar de eso, Blanca decide acercarse a él para averiguar cuál es su secreto. Robert le revela a Blanca el secreto de Imelda. Julieta descubre que Susana es de su familia y se enfurece con Robert. Temo conoce a Sofía ella se presenta como la hija de Aristóteles |              |                                                                            |                           |                      |
| 111 | 9            | «Imelda le pide a Robert que respete su pasado»                            | 19 de julio de 2018       | 2.9                  |
| Imelda evita que Robert le cuente su pasado a Julieta. Eugenio tiene recuerdos de su padre y se pregunta qué hubiese pasado si no hubiera muerto, pero Canuto está a punto de reunirse con él. Imelda ataca el negocio de crisanta. Susana está perdiendo momentos con su familia por trabajar demasiado. Daniela y Gabriel tienen su cita, pero la presencia de Axel lo cambia todo. Dave está preocupado después de saber que tiene que quedarse con una niñera y Julieta llega tarde al trabajo. |              |                                                                            |                           |                      |
| 112 | 10           | «Tito se reencuentra con sus hijos»                                        | 20 de julio de 2018       | 3.3                  |
| Las galletas de Hugo terminan perjudicando gravemente a una gran parte de la compañía, incluida a Susana, lo que hace que crezca la rivalidad con Julieta. Susana acusa a Hugo y Julieta de querer envenenarla y decide proceder legalmente contra ellos. Robert encuentra el caos en su casa. David y Sebastián logran que la niñera se vaya de la casa gracias a su travesura. Catalina revela su culpa a Julieta. Tito pasa un fin de semana junto a Imelda y sus hijos. Susana sufre porque sus hijos no la ven como su madre. |              |                                                                            |                           |                      |
| 113 | 11           | «Dave está a punto de morir»                                               | 23 de julio de 2018       | 3.2                  |
| Canuto evita que Dave se ahogue y se convierte en el héroe de la familia Córcega. Blanca no está segura de poder continuar callándose el secreto de Imelda, mientras que Susana planea demandar a Hugo. Pancho le da a Robert un consejo, él no lo toma bien. Aristóteles y temo fortalecen su amistad. Imelda le pide a Robert que le dé tiempo para decir la verdad. |              |                                                                            |                           |                      |
| 114 | 12           | «Julieta descubre que Susana es parte de su familia»                       | 24 de julio de 2018       | 3.0                  |
| Pancho y Susana se vuelven a encontrar en la escuela de sus hijos. Cuando Susana le pregunta por Rebeca, Pancho le dice que no se vino a vivir a Oaxaca con ellos. Imelda le confiesa a Blanca toda la verdad sobre Canuto. Robert le dice a Julieta que él tiene más familia y ella se molesta con él por no decirle la verdad cuando se enteró. Gabriel le dice a Daniela que quiere un hijo. Tito visita a sus hijos, Imelda le pide que deje a su familia. |              |                                                                            |                           |                      |
| 115 | 13           | «Catalina pone en su lugar a Susana»                                       | 25 de julio de 2018       | 3.2                  |
| Catalina se enfrenta a Susana y admite que envenenó las galletas, pero no puede lograr que Hugo escape de la demanda. Pancho le confiesa a Blanca parte de su pasado con el que crece su amistad. Blanca se sorprende al saber que Eugenio tiene una media hermana. Julieta le insinúa a Susana que su familia también puede ser parte de la suya. Daniela carga un video en las redes sociales de Gabriel haciendo el ridículo. |              |                                                                            |                           |                      |
| 116 | 14           | «Susana y Pancho casi tienen un accidente»                                 | 26 de julio de 2018       | 3.5                  |
| Susana y Pancho se reúnen, pero de una manera muy trágica, estaban a punto de sufrir un accidente automovilístico, aunque lo evitaron, solo permanecieron en shock. El remedio de Cassandra afecta la salud de Julieta. Robert le promete a Dave que no habrá más niñeras. Tito por fin se decide en confesar su secreto, pero Blanca le dice que depende de Imelda decir la verdad. Susana decide cambiar su actitud y retira la demanda contra Hugo. |              |                                                                            |                           |                      |
| 117 | 15           | «Susana se entera de que Canuto está enfermo»                              | 27 de julio de 2018       | 3.0                  |
| Las heridas de Tito no se cierran, por lo que se ve obligado a confesar a Susana que tiene diabetes. Catalina pierde su casa a causa de un desagüe, por lo que le pide a Julieta vivir con ella y Robert. Robert habla con Julieta sobre las niñeras y le pide que Blanca cuide a sus hijos. David se siente culpable por la pelea de sus padres. Imelda teme que sus hijos no la entiendan. Temo no puede contarle su secreto a Pancho. Eugenio se entristece al perder el único recuerdo que tenía de su padre. |              |                                                                            |                           |                      |
| 118 | 16           | «Robert promete unir a la familia Córcega»                                 | 30 de julio de 2018       | 3.3                  |
| Julieta tiene que volver a Blanca para cuidar a sus hijos. Canuto le hace prometer a Robert que unirá la familia Córcega. Susana descubre que Robert es el doctor de Tito. Imelda se da cuenta de la traición de Amalia. Julieta sufre un desmayo inesperado. |              |                                                                            |                           |                      |
| 119 | 17           | «Imelda está a punto de confesar su secreto»                               | 31 de julio de 2018       | 3.2                  |
| La verdad está a punto de salir a la luz, mientras que Robert convence a Imelda para que confiese la verdad a sus hijos, Susana descubre la foto de la otra familia de Canuto. Blanquita se enferma y Blanca le dice a sus padres, Julieta se desmaya. Blanca acepta a regañadientes que Julieta instale cámaras en su casa con la condición de que acepte una lista de sugerencias. |              |                                                                            |                           |                      |
| 120 | 18           | «Susana escucha una fuerte confesión de su padre»                          | 1 de agosto de 2018       | 3.0                  |
| Canuto ya no puede ocultar el secreto que ha guardado durante muchos años y decide confesarle a su hija Susana que tiene otra familia. Ella reacciona muy sorprendida. Julieta le dice a Robert que no lo apoyará para unir a la familia Córcega. Blanca aconseja a Daniela sobre el matrimonio y el amor. Julieta escucha a Gabriel sobre la vida cotidiana y el amor que vive junto a Daniela. Julieta instala los monitores en la casa de Blanca. |              |                                                                            |                           |                      |
| 121 | 19           | «Imelda confiesa que Canuto está vivo»                                     | 2 de agosto de 2018       | 3.4                  |
| Imelda le confiesa a sus hijos que les mintió, Canuto Córcega está vivo. La noticia provoca una crisis total entre Eugenio, Tulio y Audifaz. Tito está orgulloso de sus hijos. Robert no permitirá que se cierre la fundación. Daniela cree que su matrimonio no está funcionando. Julieta se da cuenta de que Susana lo ha descubierto todo. Pancho le da fuerza a Susana. |              |                                                                            |                           |                      |
| 122 | 20           | «Susana acepta que Julieta es su sobrina política»                         | 3 de agosto de 2018       | 3.0                  |
| Susana enfrenta la verdad y admite que ella y Julieta son familia. Blanca y Catalina comienzan una competencia para convertirse en la mejor abuela. Eugenio no puede procesar la mentira de su madre. Pancho evita que sus hijos hablen de su madre. Tito cree que lo mejor para todos los Córcega es que él se muera. Axel ayuda a mejorar la relación entre Daniela y Gabriel. Tito no descansará hasta que Imelda lo perdone. |              |                                                                            |                           |                      |
| 123 | 21           | «Susana no está dispuesta a convivir con Julieta»                          | 6 de agosto de 2018       | 3.6                  |
| Susana se emborracha y le dice a Julieta que no quiere convivir con ella como familiares, y que debe dar la talla como ejecutiva en su empresa o la despedirá. Blanca y Catalina le piden a Pancho que les ayude a decidir quién es la mejor abuela. Canuto se presenta con sus hijos. Robert le pide ayuda a Vicente para la fundación. Robert y Pancho cuestionan la atención de Blanca. |              |                                                                            |                           |                      |
| 124 | 22           | «Crisanta se entera de que Canuto tiene otra familia»                      | 7 de agosto de 2018       | 3.1                  |
| Susana le pide a Pancho que la recoja porque no puede conducir, pero frente a él, su mundo se derrumba. Susana no puede seguir mintiendo y le confiesa la verdad a Crisanta. Temo se siente atraído por Aristóteles, pero teme decepcionar a su padre. Aristóteles le pide a sus padres que lo acepten tal como es. Tito le expresa a Robert lo que siente por Imelda. Julieta toma decisiones en ausencia de Susana. |              |                                                                            |                           |                      |
| 125 | 23           | «Crisanta le exige a Canuto que le diga la verdad»                         | 8 de agosto de 2018       | 3.0                  |
| Crisanta se sorprende al saber que Canuto le ha mentido durante 50 años, porque nunca le dijo que tenía otra esposa, y mucho menos tres hijos. Daniela descubre que Axel es su primo. Linda se comunica con sus padres. Canuto sigue dando problemas a Imelda. Susana se queja con Julieta por las decisiones que tomó en su ausencia. Crisanta le pide a Tito que rinda cuentas de lo que le ha ocultado durante años. |              |                                                                            |                           |                      |
| 126 | 24           | «Susana decide enfrentar a la familia de Imelda»                           | 9 de agosto de 2018       | 3.4                  |
| Julieta cometió un grave error, por lo que Susana le hace ver que no está lista para trabajar y que debería renunciar. Julieta le devuelve su puesto a Susana. Robert organiza una comida con todos los Córcega. Crisanta hace que Tito abandone su hogar y el resto de la familia sufre esta decisión. Ante la crisis que viven sus padres, Susana se enfrenta a la otra familia de Tito. |              |                                                                            |                           |                      |
| 127 | 25           | «Linda regresa a Oaxaca»                                                   | 10 de agosto de 2018      | 3.1                  |
| Susana le dice a la familia Córcega que está preocupada por su padre, Imelda le dice que con ellos no encontrará las respuestas que está buscando. Robert no tiene el apoyo de Susana para unir a las dos familias. Imelda y Tito reconocen sus errores antes que sus hijos. Linda regresa a Oaxaca, pero quiere tener un regreso triunfal y le pide a Julieta y Robert que guarden el secreto de su llegada. |              |                                                                            |                           |                      |
| 128 | 26           | «Imelda descubre que Crisanta es su rival»                                 | 13 de agosto de 2018      | 2.8                  |
| Imelda descubre que Crisanta es la mujer por quien Canuto la dejó. La familia Córcega recibe a Linda. Pancho confiesa lo que le pasó a Rebecca. Julieta le explica a David su parentesco con Sebastián. Crisanta le cuenta a Susana su historia de amor con Tito. |              |                                                                            |                           |                      |
| 129 | 27           | «Axel está a punto de atropellar a Linda»                                  | 14 de agosto de 2018      | 2.8                  |
| Linda y Axel tienen una reunión agitada en el hospital, aunque los dos intentan ser indiferentes, no pueden ocultar su interés. Canuto le confiesa a Eugenio que sigue amando a Imelda. Crisanta le explica a Imelda que no sabía el secreto de Canuto. Imelda le dice a Canuto que su amor ya no existe. Vicente Legorreta llega a Oaxaca, y es más exigente de lo que Robert esperaba. David reprocha a Julieta por su abandono. Ignacio reaparece. |              |                                                                            |                           |                      |
| 130 | 28           | «Robert le pide a Pancho que se aleje de su familia»                       | 15 de agosto de 2018      | 2.8                  |
| Robert no puede soportar ver a Pancho cerca de su familia y lo enfrenta para exigirle que se vaya. El amor surge entre Linda y Axel, pero Daniela se encarga de informarles que tienen la misma sangre. Julieta nota que Robert es inseguro. Catalina pierde el anillo de compromiso de Julieta. Susana y Pancho se encuentran, Vicente llega para una visita sorpresa. |              |                                                                            |                           |                      |
| 131 | 29           | «Julieta le pide a su mamá que se vaya de la casa»                         | 16 de agosto de 2018      | 2.9                  |
| Julieta no quiere que su madre continúe generando caos en la casa y le pide que se vaya, Catalina le recuerda que no tiene dinero y le ruega por piedad. Julieta acepta, pero debe buscar trabajo. Canuto hace todo lo posible para unir a su familia y reconquistarlos. Axel acepta que el beso que le dio a Linda, será difícil de olvidar. Pancho le hace una propuesta a Susana. Temo consuela a Aristóteles, y aprovecha la situación para intentar confesarle que le gusta. Robert se siente impotente por sus crisis. David quiere conocer a su padre biológico. |              |                                                                            |                           |                      |
| 132 | 30           | «Robert estalla en celos por culpa de Vicente»                             | 17 de agosto de 2018      | 2.8                  |
| Doña Imelda confiesa que nunca perdió la esperanza de que Canuto regresara y que tampoco dejó de amarlo. Robert descubre que Julieta se encontró con Vicente en la casa de Susana y una vez más estalla en celos. A Julieta le preocupa que David se encuentre con su padre. Susana reprocha a Vicente por estar lejos de sus hijos. |              |                                                                            |                           |                      |
| 133 | 31           | «Susana le exige a Canuto que elija con qué familia quiere estar»          | 20 de agosto de 2018      | 2.9                  |
| Susana crea un escándalo en la casa de Imelda porque no cree que Canuto deba pasar tiempo con su otra familia, y le exige que él decida con quién quiere estar. Robert se siente celoso del Dr. Legorreta ya que cada vez está cerca de Julieta. Tulio afirma que la otra familia de Canuto podría quitarle sus propiedades. |              |                                                                            |                           |                      |
| 134 | 32           | «Canuto muere rodeado de su familia»                                       | 21 de agosto de 2018      | 2.7                  |
| Imelda y Crisanta son invitadas a bailar por sus familias, a un evento tradicional de Oaxaca. Canuto le aclara a Imelda que nunca dejó de amarla, y Crisanta los ve y decide enfrentarlos, pero Canuto sufre un ataque al corazón que termina con su vida. |              |                                                                            |                           |                      |
| 135 | 33           | «Susana se culpa por la muerte de padre»                                   | 22 de agosto de 2018      | 2.9                  |
| Después de la muerte de Canuto, las familias Córcegas están más desunidas que nunca. Doña Imelda y Crisanta luchan por las cenizas de Canuto, por lo que crece el odio entre ellas. Susana está muy afectada por la muerte de su padre, y se siente culpable. Crisanta y Susana responsabilizan a los otros Córcega de la muerte de Tito y rechazan la unión familiar. |              |                                                                            |                           |                      |
| 136 | 34           | «Tulio cree que Crisanta y Susana les podrían quitar el edificio»          | 23 de agosto de 2018      | 2.9                  |
| Crisanta y Susana descubren que Canuto es el dueño del edificio donde viven Imelda y sus hijos. Crisanta piensa en quitarle a Doña Imelda y a su familia su casa. Tulio quiere acercarse a la otra familia de su padre para evitar que se queden con las propiedades de su mamá. Sebastián cuestiona a Susana por el odio entre las familias. Robert le aconseja a Eugenio que se acerque a Susana. La olimpiada deportiva comienza en la escuela. Temo y Aristóteles sufren las consecuencias del sabotaje de Julio y Dorian. Y Dave reacciona violentamente en contra de Julio por sabotear las olimpiadas. |              |                                                                            |                           |                      |
| 137 | 35           | «Tulio está a punto de traicionar a su familia»                            | 24 de agosto de 2018      | 2.5                  |
| Tulio busca a Susana y a Crisanta para decirles que él está de su lado, que quiere conocerlas mejor y quiere ayudarlas en todo. Linda intenta apoyar a Axel por la muerte de su abuelo, pero Eugenio no lo permite. Daniela le señala a Linda que su relación con Axel es un amor prohibido. Dave sufre un accidente, y Blanca le avisa a Julieta, pero ella en su afán de no perder a los inversionistas de la compañía, busca la manera de centrarse en su trabajo y su hijo al mismo tiempo. |              |                                                                            |                           |                      |
| 138 | 36           | «Temo reconoce sus sentimientos por Ari»                                   | 27 de agosto de 2018      | 2.7                  |
| Lupita descubre el secreto de Temo. Y él le habla a Lupita sobre sus sentimientos hacia Aristóteles, y ella le promete mantener su secreto, pero Temo no puede seguir ocultando su amor hacia Aris. Robert reúne a los Córcega para iniciar una intervención familiar. Durante la intervención familiar, Julieta explota contra la Córcega y pone a Doña Imelda en su lugar. Crisanta piensa en vengarse de Imelda, por el dolor que le causó a su familia. Susana le expresa a Pancho su temor de que Crisanta tome represalias en contra de los otros Córcegas. El admirador secreto de Frida no es un niño ella como piensa. |              |                                                                            |                           |                      |
| 139 | 37           | «Julieta descubre que Temo está enamorado de Aristóteles»                  | 28 de agosto de 2018      | 2.7                  |
| Por coincidencia, Julieta descubre que Temo está enamorada de Aristóteles. Julieta está convencida de que Aristóteles es gay, por lo que le pide ayuda a Robert para evitar que su familia los rechace. Crisanta le jura a Imelda que se vengará de ella, Susana le pide a Tito que le dé fuerzas para sobrevivir al tormento. |              |                                                                            |                           |                      |
| 140 | 38           | «Daniela quiere separarse de Gabriel»                                      | 29 de agosto de 2018      | 2.9                  |
| Daniela le propone a Gabriel vivir en hogares separados para tratar de salvar su matrimonio. Crisanta comienza su venganza contra Imelda y llega con sus maletas listas para ocupar un apartamento en el edificio de los Córcega originales. Axel y Linda tienen una cita secreta en un lugar inusual, y terminan metiendo en un lío. Julieta y Robert están preocupados por David. |              |                                                                            |                           |                      |
| 141 | 39           | «La verdadera mamá de David regresa»                                       | 30 de agosto de 2018      | 3.0                  |
| David extraña a su verdadera madre, a pesar de ser un terrible golpe para Julieta, ella hace que David y su mamá se reencuentren nuevamente. Crisanta decide instalarse en la casa de Pancho, para robar el patrimonio de Doña Imelda. Los Córcega no saben cómo reaccionar ante la situación, y Tulio se aprovecha de los problemas. Él le advierte a Imelda que Crisanta podría conocer sus secretos. Crisanta no se detendrá hasta que tome represalias y amenace con hacer varios cambios en el edificio de Imelda. Los Córcega no permiten que Axel y Linda se vuelvan a ver. |              |                                                                            |                           |                      |
| 142 | 40           | «Gabriel cae en una fuerte depresión»                                      | 31 de agosto de 2018      | 2.7                  |
| Gabriel comienza a creer que él y Daniela se casaron muy rápido y ya no hay suficiente amor para continuar su matrimonio. Julieta se entera de que el verdadero padre de David está en la cárcel. Robert y Pancho crean el caos fuera del edificio. Doña Imelda y Crisanta están cerca de golpearse para defender su supuesto patrimonio. Hugo y Catalina tienen problemas con su negocio. Audifaz busca un camino en su vida. |              |                                                                            |                           |                      |
| 143 | 41           | «Daniela y Gabriel deciden separarse»                                      | 3 de septiembre de 2018   | 3.0                  |
| El matrimonio de Gabriel y Daniela ya no funciona, aunque todavía se aman, ninguno de los dos está bien y deciden tomarse un tiempo para reflexionar sobre su relación. Julieta defiende a Susana del Dr. Legorreta, ya que él cree que las mujeres no pueden realizar el trabajo de un hombre. Aristóteles va a terapia y manifiesta lo que siente por Temo. Blanca está molesta con Pancho por apoyar a Crisanta. David celebra su cumpleaños y desea conocer a su padre biológico. Linda descubre el secreto de Frida. |              |                                                                            |                           |                      |
| 144 | 42           | «Catalina quiere trabajar con Susana»                                      | 4 de septiembre de 2018   | 2.8                  |
| Catalina descubre que Susana está buscando a una asistente y decide solicitar la vacante, pero Julieta no está de acuerdo. Pancho busca a Robert para tratar de resolver sus diferencias, pero Robert no toma la visita de buena manera. Axel y Linda buscan un momento para estar solos, pero sin aceptar que están enamorados. Daniela vuelve con sus padres. Imelda les dice a Robert y Julieta que asuman las consecuencias de tener un hijo adoptado. Julieta quiere conocer al padre de David. |              |                                                                            |                           |                      |
| 145 | 43           | «Yela pone a Dave en contra de Julieta»                                    | 5 de septiembre de 2018   | 3.3                  |
| Los Córcega se unen por la fiesta de cumpleaños de David, pero todo se complica con la llegada de Yela, su madre biológica. Yela le dice a David que Julieta debería contarle sobre su padre biológico. Audifaz cierra su mente cada vez más y explota en la fiesta de David. Crisanta continúa en su eterna lucha por el edificio con Imelda. Daniela le pide a su familia que respete su decisión. El certificado de matrimonio de Imelda está perdido. |              |                                                                            |                           |                      |
| 146 | 44           | «Linda y Axel aceptan que están enamorados»                                | 6 de septiembre de 2018   | 2.5                  |
| Linda acepta que le gusta Axel, pero es una relación complicada porque son primos y sus familias nunca lo aceptarían. La fiesta se sale de control. Audifaz echa a Aristóteles de su casa. Crisanta se entera de que Canuto ya estaba muerto mucho antes de lo que ella pensaba. David continúa con un comportamiento rebelde, y rechaza a Julieta como su madre. Susana comienza a caer ante los encantos de Pancho. |              |                                                                            |                           |                      |
| 147 | 45           | «Robert rescata a Frida y Lupita»                                          | 7 de septiembre de 2018   | 2.6                  |
| Frida y Lupita son engañadas con la idea de que conocerán al supuesto Camilo, pero Robert y Julieta llegan a tiempo para evitar que sean secuestradas. Crisanta le pregunta a Imelda porqué fingió la muerte de Canuto. Ignacio le reclama a Blanca por el descuido que tuvo con Frida. Julieta se entera de que el padre de David puede luchar por su custodia. |              |                                                                            |                           |                      |
| 148 | 46           | «Daniela se enfrenta con Ignacio»                                          | 10 de septiembre de 2018  | 3.0                  |
| Ignacio regresa con la intención de llevarse a Frida, pero Daniela lo pone en su lugar y le exige que deje a su familia en paz. Crisanta cree que es hora de dividir las cenizas de Canuto. David está celoso de su hermana, y su deseo de conocer a sus verdadero padre crece. Julieta le propone a Robert ayudar a Daniela y Gabriel en su relación. |              |                                                                            |                           |                      |
| 149 | 47           | «Julieta y Robert tienen una noche romántica»                              | 11 de septiembre de 2018  | 3.0                  |
| Con la ayuda de Blanca, Julieta y Robert logran desconectarse de la realidad para vivir una noche romántica lejos de sus hijos, pero los problemas familiares afectan su vida como pareja. Axel y Sebastián están contra Susana. Crisanta le hace una propuesta a Imelda, pero con una condición. |              |                                                                            |                           |                      |
| 150 | 48           | «Robert le confiesa a David que su papá biológico está en la cárcel»       | 12 de septiembre de 2018  | 2.7                  |
| Robert decide decirle a Dave la verdad sobre su padre biológico, aunque para Julieta no es lo correcto. Los hijos de Pancho rompen las cenizas de Canuto y no encuentran una manera de decirle la verdad a Los Córcegas. Crisanta culpa a Imelda por robar las cenizas. |              |                                                                            |                           |                      |
| 151 | 49           | «Julieta inscribe a Daniela y Gabriel en Reality de amor»                  | 13 de septiembre de 2018  | 2.7                  |
| Daniela y Gabriel se sorprenden al saber que eran una de las parejas seleccionadas para ingresar al «Reality de amor». Tulio logra encontrar al padre biológico de David, por lo que Robert le ruega a Julieta que lo acompañe a su encuentro. Crisanta compra a Amalia con información sobre Imelda. Se lleva a cabo el desfile de modas de Imelda y Crisanta lo echa a perder. Pancho descubre el secreto de Audifaz. Temo se arma con coraje y declara su amor a Aristóteles. |              |                                                                            |                           |                      |
| 152 | 50           | «Julieta y Robert conocen al papá de David»                                | 14 de septiembre de 2018  | 2.8                  |
| Julieta acompaña a Robert a la cárcel para conocer al padre biológico de David, donde descubren que Yela les mintió y que él está a punto de salir libre y listo para ver a su hijo. Aristóteles rompe el corazón de Temo diciéndole que no es gay. Crisanta descubre el certificado de defunción falso de Canuto, por el cual Doña Imelda es arrestada inmediatamente por las autoridades. Susana y Pancho tienen un encuentro romántico. |              |                                                                            |                           |                      |
| 153 | 51           | «Pancho le confiesa a Susana cómo murió Rebeca»                            | 17 de septiembre de 2018  | 2.8                  |
| Pancho abre su corazón a Susana y le confiesa cómo murió Rebeca. Julieta y Susana logran convencer a Crisanta de retirar la acusación contra Imleda. Linda descubre a Clarisa besando a Axel. Daniela encuentra accidentalmente el certificado de matrimonio de Imelda. Yela le confiesa a Julieta que Fernando es inocente. |              |                                                                            |                           |                      |
| 154 | 52           | «El Team Osos va con todo al Reality del amor»                             | 18 de septiembre de 2018  | 2.9                  |
| Daniela acepta ingresar al «Reality del amor», pero le deja claro a Gabriel que esto no significa que ya estén bien como pareja. Con el certificado de matrimonio original en sus manos, Imelda desaloja a Crisanta del edificio. Susana no puede acercarse a sus hijos. Robert le pide a Julieta una oportunidad para que David y Fernando se conozcan. |              |                                                                            |                           |                      |
| 155 | 53           | «Fernando sale de la cárcel dispuesto a conocer a David»                   | 19 de septiembre de 2018  | 2.9                  |
| Fernando está fuera de la cárcel y amenaza a Robert que al negarse a dejar que David se reúna con él, estará dispuesto a hacer cualquier cosa para llevarse a su hijo. Blanca sufre un desmayo causado por un trastorno que le afecta al oído. Imelda le reclama a Amalia por su traición. Susana y Julieta tienen alucinaciones. Aristóteles y Temo vuelven a ser amigos. Susana revela su amor por Pancho. David se entera de que su padre ya es libre. |              |                                                                            |                           |                      |
| 156 | 54           | «Daniela y Gabriel entran al Reality de amor»                              | 20 de septiembre de 2018  | 3.0                  |
| El #TeamOsos se pondrá a prueba en el «Reality de amor», donde vivirán completamente aislados para demostrar que merecen unirse nuevamente y son la mejor pareja del mundo. David está a punto de conocer la voz de su verdadero padre. Julieta está sorprendida por la emoción de David por conocer a su padre. Crisanta trata de comprar a Amalia de nuevo. Julieta quiere demostrar que Fernando es una buena persona para David. Polita descubre el secreto de Audifaz. |              |                                                                            |                           |                      |
| 157 | 55           | «Temo le confiesa a Pancho que es gay»                                     | 21 de septiembre de 2018  | 2.8                  |
| Temo ya no quiere sufrir, y finalmente encuentra una situación adecuada para confesarle a Pancho que es gay. Julieta y Robert aceptan darle a Fernando la oportunidad de conocer a David. Daniela y Gabriel tienen una noche mágica dentro del Reality de amor. Audifaz le explica a Polita su conversión al cristianismo. |              |                                                                            |                           |                      |
| 158 | 56           | «Blanca secuestra a Julieta»                                               | 24 de septiembre de 2018  | 2.8                  |
| Daniela y Gabriel se aprovechan de su noche mágica en el reality show, y reavivan la pasión en su matrimonio. Blanca obliga a Julieta a acompañarla a la Ciudad de México para ir en busca de Daniela y sacarla del Reality, antes de que continúe exhibiendo su vida íntima. Julio no acepta que Temo sea diferente. Robert autoriza el encuentro entre David y Fernando, pero con una condición. |              |                                                                            |                           |                      |
| 159 | 57           | «Fernando peleará por la custodia de David»                                | 25 de septiembre de 2018  | 3.3                  |
| David le ha dado un nuevo significado a la vida de Fernando y está decidido a iniciar un juicio para que su hijo pueda vivir con él. Blanca llega al reality show para llevarse a Dani, pero en cambio se confunde con el líder de una peligrosa banda de ladrones. Audifaz le prohíbe a Aristóteles permanecer como amigo de Temo después de descubrir que es gay. |              |                                                                            |                           |                      |
| 160 | 58           | «Daniela está embarazada»                                                  | 26 de septiembre de 2018  | 3.3                  |
| En el Reality de amor, Daniela confirma que ella y Gabriel van a ser padres. Aristóteles le confiesa a su familia que es gay, aunque solo lo hizo para defender a Temo y darle una lección a su familia. Audifaz niega su apoyo a su hijo y se enfrenta a Pancho. Aristóteles decide irse a vivir con Robert y Julieta, sin decir que no es gay. Aparece el verdadero líder de los ladrones y Blanca está en peligro. Julieta no le da permiso a David para salir con Fernando. |              |                                                                            |                           |                      |
| 161 | 59           | «Gabriel se decepciona tras saber que no será papá»                        | 27 de septiembre de 2018  | 3.1                  |
| Gabriel estaba entusiasmado con la idea de convertirse en padre, pero el análisis muestra que todo fue una falsa alarma. Fernando comienza el juicio para luchar por la custodia de David. Blanca está de vuelta en casa, gracias a Robert. Aristóteles revela que pretende ser diferente, en solidaridad con Temo. Pancho y Susana quedan atrapados en un ascensor. Blanquita dice su primera palabra. |              |                                                                            |                           |                      |
| 162 | 60           | «Julieta y Robert enfrentan un juicio por la custodia de David»            | 28 de septiembre de 2018  | 3.0                  |
| Julieta y Robert van a juicio para intentar evitar que David se quede con Fernando, su verdadero padre. David está muy confundido, porque quiere vivir con sus 3 padres. También comienza el juicio por el patrimonio de la familia Córcega original. Pancho se reencuentra con Rebeca, donde ella le pide que sea feliz. Audifaz amenaza a Robert y Julieta porque protegen a Aristóteles. Invitada especial: Mayrín Villanueva como Rebeca Treviño Garza |              |                                                                            |                           |                      |
| 163 | 61           | «Julieta y Robert deben separarse de David»                                | 1 de octubre de 2018      | 3.0                  |
| El juez determina que durante seis meses David vivirá con Fernando, esto es una pesadilla para Julieta y Robert. Audifaz cumple sus amenazas y se enfrenta a Pancho para mantenerlo fuera del edificio, argumentando que su hijo perjudica los valores de Aristóteles. Polita se reencuentra con Aristóteles y lo apoya externamente. |              |                                                                            |                           |                      |
| 164 | 62           | «Pancho le declara su amor a Susana»                                       | 2 de octubre de 2018      | 2.9                  |
| Pancho corresponde a los sentimientos de Susana al pedirle que comience su propia historia de amor. La familia Córcega se despide de David. Julieta culpa a Robert por la pérdida de David y busca que Fernando le pida que no los separe. Fernando espera a la llegada de su hijo a su nuevo hogar. |              |                                                                            |                           |                      |
| 165 | 63           | «Susana peleará por la herencia de Canuto»                                 | 3 de octubre de 2018      | 2.8                  |
| Imelda se deja llevar por los malos pensamientos de Audifaz y le pide a Pancho que abandone el apartamento, por lo que Susana decide luchar por su herencia legítima, para que Pancho y sus hijos se queden a vivir en el edificio de los Córcega. Dave finalmente se va con Fernando. Robert está muy afectado porque su familia se desmorona. |              |                                                                            |                           |                      |
| 166 | 64           | «El Team Osos sale del Reality de amor»                                    | 4 de octubre de 2018      | 2.7                  |
| Daniela no aguanta estar más separada de Gabriel y es descalificada del Reality de amor. Desde que David se fue, la vida de Julieta y Robert cambió completamente, Robert tiene miedo de perder a Julieta para siempre. Vicente quiere recuperar el tiempo perdido con Susana. Axel e Iker compiten para saber quién es el mejor para Linda. |              |                                                                            |                           |                      |
| 167 | 65           | «Polita sale en defensa de Aristóteles»                                    | 5 de octubre de 2018      | 2.8                  |
| Vicente propone que Robert sea su reemplazo en África. Audifaz confiesa que siente algo por otra mujer. Fernando decide cambiar a David de la escuela, lo que hace que la relación entre Julieta y Robert sea más complicada. Polita se enfrenta a Audifaz para defender las preferencias de Aristóteles. Daniela y Gabriel quieren adoptar un nuevo miembro para su familia. |              |                                                                            |                           |                      |
| 168 | 66           | «Robert explota en contra de Julieta»                                      | 8 de octubre de 2018      | 3.0                  |
| Robert tiene una crisis personal y marital, le dice a Julieta el sacrificio que hizo para tener el equilibrio familiar perfecto que ella quería, pero siente que él ha fallado. Julieta piensa que es convivir con Robert. David se comunica con Robert. Temo le pide a Aristóteles que no continúe con su mentira. Polita descubre a Audifaz con Aura. David no cambiará de escuela. Pancho sorprende a Susana con una cena romántica, donde él le pide que sea su novia. |              |                                                                            |                           |                      |
| 169 | 67           | «Polita decide divorciarse de Audifaz»                                     | 9 de octubre de 2018      | 2.9                  |
| Polita está decepcionada por la traición de Audifaz, no puede vivir con un hombre que desprecia a su propio hijo y después de pensarlo, decide pedirle el divorcio. Julieta y Robert se encuentran en una situación económica terrible y podrían regresar al edificio de los Córcega. Crisanta vuelve a vivir en el edificio de los Córcega. Dave no sabe a quién elegir entre sus dos padres. Dave se reencuentra con Julieta. |              |                                                                            |                           |                      |
| 170 | 68           | «Robert acepta irse a África»                                              | 10 de octubre de 2018     | 3.2                  |
| Robert cree que es hora de pensar en él y en su profesión antes que nada, por lo que acepta la propuesta de Vicente de ir a África. Daniela quiere tener un hijo con Gabriel. Pancho y Robert se convierten en confidentes. Sebastián expresa su amor a Susana. David quiere volver a vivir con Robert y Julieta. |              |                                                                            |                           |                      |
| 171 | 69           | «David regresa a casa de Julieta y Robert»                                 | 11 de octubre de 2018     | 3.3                  |
| Fernando descubre que David no está contento con él y para evitar que sufra, decide que el mejor lugar para vivir para David es en la casa de Robert y Julieta y con su corazón roto, le devuelve a David a Robert y Julieta. Pancho frena el rechazo de Temo a Julio. Crisanta cae en la broma de Imelda. Gabriel se entera de que es poco probable que tenga hijos. Pancho y Susana le dicen a Vicente que están en una relación. |              |                                                                            |                           |                      |
| 172 | 70           | «Julieta y Robert aceptan vivir en casa de Blanca»                         | 12 de octubre de 2018     | 3.1                  |
| Vicente no puede contenerse y besa a Susana, a lo que ella responde con una bofetada. Robert y Julieta llegan al edificio de los Córcega para vivir un tiempo en la casa de Blanca, pero debido a la actitud de Julieta, los problemas entre la nuera y la suegra también regresan. Audifaz ignora a Aristóteles. Temo quiere volver a Toluca. La familia Córcega descubre el problema reproductivo de Gabriel. Julieta expresa que se siente fracasada al volver a vivir con Blanca. |              |                                                                            |                           |                      |
| 173 | 71           | «Imelda corre a Julieta de su casa»                                        | 15 de octubre de 2018     | 3.2                  |
| Doña Imelda hace que Temo se vaya de su casa, argumentando que está en contra de sus preferencias sexuales. Julieta defiende a Temo, pero Imelda le advierte que si no está de acuerdo con ella, es mejor dejar su casa. Linda rompe el corazón de Axel y decide tener solo una relación familiar con él. Daniela defiende a Gabriel de la intransigencia de Imelda. Audifaz recibe de Aura una lección sobre el respeto. David le pide a Lupita que sea su novia. |              |                                                                            |                           |                      |
| 174 | 72           | «Aris impide que Temo regrese a Toluca»                                    | 16 de octubre de 2018     | 3.4                  |
| Aristóteles no quiere que Temo se vaya de Oaxaca porque es una de las personas que más le importa y no quiere estar solo. Temo decide quedarse con su familia, Aristóteles y Diego, su mejor amigo. Pancho no puede ocultar sus celos y pelea con Vicente. |              |                                                                            |                           |                      |
| 175 | 73           | «Robert inicia su plan para reconquistar a Julieta»                        | 17 de octubre de 2018     | 3.5                  |
| Robert está decidido a recuperar el imán que le une a Julieta y pone en marcha su plan para volver a enamorarla y le da un detalle romántico para recordar su primera cita. Diana cancela la obra de Oliver Twist. Iker hace que Doña Blanca sorprenda a Linda besando a Axel, a lo que ella reacciona de mala manera. Sebastián se escapa después de saber que Susana y Pancho son pareja. Daniela y Gabriel pierden a su perro Hermoso. |              |                                                                            |                           |                      |
| 176 | 74           | «Susana y Pancho recuperan a Sebastián»                                    | 18 de octubre de 2018     | 3.1                  |
| Sebastián aparece en manos de los secuestradores que llaman a Susana para pedirle un rescate. Pancho acompaña a Susana para protegerla y logra recuperar a Sebastián, acompañado por Hermoso. Robert vuelve a pedirle matrimonio a Julieta. Iker le niega a Linda su amistad. Aristóteles y temo componen su canción especial. Linda es exhibida por Blanca frente a toda su familia, por su relación de amor prohibida con Axel. |              |                                                                            |                           |                      |
| 177 | 75           | «Susana renuncia al amor de Pancho»                                        | 19 de octubre de 2018     | 3.1                  |
| Susana está convencida de que su relación con Pancho no funcionará porque sus hijos nunca estarán de acuerdo y es mejor pensar en la felicidad de sus hijos, incluso si tiene que sacrificar su propia felicidad. Sebastián se va a vivir con Vicente. Tavo le expresa a Catalina lo que él siente por ella. Sebastián descubre que Hermoso es buscado por su familia. Linda y Axel se enfrentan a sus madres, haciéndoles saber que lucharán por su amor. |              |                                                                            |                           |                      |
| 178 | 76           | «Linda y Axel deciden luchar contra el rechazo de su familia»              | 22 de octubre de 2018     | 3.0                  |
| Linda defiende su amor por Axel y se enfrenta a su familia para hacerles saber que vivirá sola. Doña Imelda se mantiene firme en su posición y le advierte que si ella se va, también perderá su negocio. Julieta le aconseja a Susana que no renuncie al amor. Sebastián no quiere devolver a Hermoso a su familia. Robert mantiene su promesa con Canuto. Aristóteles le pide a su padre que sea el Audifaz que admiraba. Julio le hace una broma seria a Sebastián, lo que afectará aún más la relación entre Susana y Pancho. |              |                                                                            |                           |                      |
| 179 | 77           | «Axel le propone a Linda vivir juntos»                                     | 23 de octubre de 2018     | 3.1                  |
| Linda se muda a la casa de Daniela y Gabriel mientras ella encuentra un lugar para vivir, Axel le recuerda que cuenta con él para todo y en el futuro le gustaría compartir la aventura de vivir juntos. Daniela y Gabriel se reencuentran con Hermoso. El árbol de Canuto desaparece. El campamento escolar comienza. Aristóteles sufre un accidente en el campamento, provocado por Diego. Sebastián sigue decidido a vengarse de Julio, sin imaginar la gravedad de las consecuencias que pueda ocasionar. |              |                                                                            |                           |                      |
| 180 | 78           | «Julieta está al borde de la muerte»                                       | 24 de octubre de 2018     | 3.0                  |
| La broma de Sebastián se sale de control y en su intento de vengarse de Julio, coloca fuegos artificiales en la tienda de los López, causando una explosión, donde Julio, Temo y Julieta terminan en el hospital. A pesar de la rápida reacción de Robert, Julieta está a punto de entrar en coma. Sebastián le dice a Susana que él es el culpable de lo que sucedió en el campamento. |              |                                                                            |                           |                      |
| 181 | 79           | «Susana se hace responsable por el accidente de Julieta»                   | 25 de octubre de 2018     | 3.0                  |
| Robert informa a la familia que Julieta está en coma, nadie se explica cómo ocurrió el accidente. Susana asume su responsabilidad y confiesa que Sebastián causó la explosión. Julio lamenta haber rechazado a Temo y le pide disculpas. Sebastián se disculpa con David, pero él no lo puede perdonar por ahora. |              |                                                                            |                           |                      |
| 182 | 80           | «Julieta da una esperanza de vida»                                         | 26 de octubre de 2018     | 2.9                  |
| Robert está devastado al ver el amor de su vida al borde de la muerte y después de recordar los bellos momentos a su lado, lleva a David al hospital. Julieta reacciona gracias a la visita de su hijo. Susana quiere mantenerse alejada de Pancho. Vicente le propone a Susana que vuelvan a estar juntos. Hugo acepta la relación de Catalina con Tavo. Axel le pide a Linda que vivan su amor lejos de Oaxaca. |              |                                                                            |                           |                      |
| 183 | 81           | «Julieta despierta del coma»                                               | 29 de octubre de 2018     | 2.9                  |
| Robert y David regresan al hospital para presenciar un milagro, Julieta da señales de vida y logra salir del coma. Sebastián no puede con su culpa y trata de quitarse la vida, pero Pancho y Susana llegan a un tiempo para impedirlo. |              |                                                                            |                           |                      |
| 184 | 82           | «Los Osos van a ser papás»                                                 | 30 de octubre de 2018     | 3.3                  |
| Varias semanas después del incidente, Daniel y Gabriela comienzan los preparativos para la celebración de la renovación de votos de Julieta y Robert. Durante la celebración Robert y Julieta se juran amor eterno y deciden irse a Nueva York a iniciar una nueva vida para poder pagar las deudas que tenían y poder volver a su casa. Durante la consulta médica de Daniel y Gabriela, la doctora les dice que van a ser papás. |              |                                                                            |                           |                      |
| 185 | 83           | «Polita y Audifaz firman el divorcio»                                      | 31 de octubre de 2018     | 3.0                  |
| Polita no permitirá que sus hijos crezcan al lado de un hombre intolerante y, por su bien, decide firmar su separación definitiva de Audifaz. Sebastián muestra un gran cambio en su personalidad y le pide perdón a Julio. Daniela y Gabriel le dicen a la familia que van a ser padres. |              |                                                                            |                           |                      |
| 186 | 84           | «Eugenio padece Alzheimer»                                                 | 1 de noviembre de 2018    | 2.7                  |
| Eugenio se entera de que padece Alzheimer y no sabe cómo confesárselo a su familia. Pancho es su único apoyo en este momento y le pide que guarde el secreto. Cuando escuchan el corazón de su bebé, la Dra. Tania le dice a Daniela y Gabriel que van a tener trillizos. |              |                                                                            |                           |                      |
| 187 | 85           | «Susana y Pancho tienen una cita romántica»                                | 2 de noviembre de 2018    | 2.9                  |
| Susana y Pancho han negado por mucho tiempo lo que sienten, por lo que sus hijos planean una cita romántica para que puedan estar juntos otra vez, pero antes de formar una pareja deben pasar algunas pruebas. Axel demuestra su fragilidad de compromiso, quiere tener una relación abierta, pero Linda decide poner fin a su relación. Aristóteles está enojado al saber que editaron su entrevista para hacerle creer que odia a las personas homosexuales, por lo que Polita lo ayuda, aunque Temo pierde la esperanza de estar con él. Massimo, el abuelo de Gabriel, llega de Italia junto con su nieto Guido. |              |                                                                            |                           |                      |
| 188 | 86           | «Diego y Temo ya son novios»                                               | 5 de noviembre de 2018    | 3.2                  |
| Diego se arriesga una vez más y le pide a Temo que sea su novio, Temo no piensa las cosas y acepta ser su novio. Pancho y Susana son los primeros en enterarse de esta noticia. Massimo se encuentra con Crisanta e Imelda, cuando cada uno prepara su ofrenda para Canuto en el Día de los Muertos. Susana busca ayuda para la enfermedad de Eugenio, mientras que él, con la ayuda de Frida, se aferra a sus recuerdos. |              |                                                                            |                           |                      |
| 189 | 87           | «Guido destruye a Vanidoso y culpa a Hermoso»                              | 6 de noviembre de 2018    | 3.5                  |
| Los celos invaden Guido y él rompe Vanidoso, el oso de peluche que es el símbolo del amor entre Gabriel y Daniela. Para no levantar sospechas, culpa a Hermoso por este acto. Audifaz vuelve a romper con la calma de su familia, informando a Aristóteles de la relación que Temo mantiene con Diego. El fantasma de Canuto visita a su familia y Susana retoma la promesa de que las familias Córcega serán una sola familia y que vivirán felices por siempre. Doña Imelda estaba a punto de amargar la fiesta de las catrinas, ofendiendo a Susana y a Temo. Invitado especial: Carlos Bracho como Canuto "Tito" Córcega |              |                                                                            |                           |                      |
| 190 | 88           | «Aris y Diego pelean por Temo»                                             | 7 de noviembre de 2018    | 3.7                  |
| Aristóteles y Diego no solo discutieron, se cayeron a golpes también. Al tratar de detenerlos, Temo resulta herido. La reunión del Día de los Muertos debe ser especial y agradable, sin embargo, Doña Imelda intentará que todos piensen como ella aunque los tiempos hayan cambiado. Guido aprovecha la distracción familiar para ponerle una sustancia al chocolate que todos beben. Crisanta se siente traicionada porque Susana intenta unir a la familia Legorreta y Córcega. |              |                                                                            |                           |                      |
| 191 | 89           | «¿Daniela perderá a sus bebés?»                                            | 8 de noviembre de 2018    | 3.1                  |
| Daniela sufre fuertes dolores en el estómago y Gabriel la lleva al hospital. Existe un riesgo de aborto. Susana y Pancho piden la aprobación de Axel para reanudar su relación, ya que ya cuentan con el permiso de sus hijos más pequeños. |              |                                                                            |                           |                      |
| 192 | 90           | «Eugenio le confiesa a su familia que padece de Alzheimer»                 | 9 de noviembre de 2018    | 3.2                  |
| La familia Córcega se reúne a petición de Eugenio y él le confiesa que padece Alzheimer. No quiere que Blanca, Robert y Julieta sepan de su enfermedad. Guido explota sabiendo que Daniela y Gabriel no perderán a sus bebés. Temo no se siente convencido de su relación con Diego, mientras que Polita alienta a Aristóteles a luchar por el amor de Temo. |              |                                                                            |                           |                      |
| 193 | 91           | «Susana acepta casarse con Pancho»                                         | 12 de noviembre de 2018   | 3.1                  |
| Después de una serie de pruebas, Pancho sorprende a Susana y le da un anillo de compromiso. Ella acepta con placer y promete que serán una gran familia, aunque Axel todavía no está de acuerdo. Aristóteles limpia su mente y afirma saber lo que quiere en su vida. |              |                                                                            |                           |                      |
| 194 | 92           | «Temo termina con Diego»                                                   | 13 de noviembre de 2018   | 3.0                  |
| Temo quiere ser honesto con Diego, acepta que no puede corresponder a sus sentimientos porque todavía está enamorado de Aristóteles, para evitar más sufrimiento, decide terminar su relación. Guido descubre quién es el ejecutor en el testamento de su abuelo, por lo que necesita cambiarlo para convertirse en el heredero universal. Grecia llega a Oaxaca lista para ayudar a Susana, su mejor amiga, pero tiene un encuentro lleno de baches con Pancho. |              |                                                                            |                           |                      |
| 195 | 93           | «El amor unió a Aristemo»                                                  | 14 de noviembre de 2018   | 3.3                  |
| Después de haber conocido a Temo y casi perderlo, Aristóteles le declara su amor y está decidido a luchar contra todo por él. Ambos demuestran que el amor puede romper todas las barreras. Pancho sorprende a Susana con la inesperada aparición de su amiga Grecia, que llega para renovarse. Massimo declara su amor a Imelda, al mismo tiempo que conquista Crisanta. Daniela y Gabriel descubren el sexo de sus trillizos. |              |                                                                            |                           |                      |
| 196 | 94           | «Massimo nombra a Gabriel como su heredero»                                | 15 de noviembre de 2018   | 3.4                  |
| Massimo está muy orgulloso de Gabriel, cree que, por el bien de sus trillizos, es él quien debe heredar todas las compañías Musi, pero Guido no lo permitirá y está dispuesto a hacer cualquier cosa para mantener el imperio Musi. Audifaz se opone rotundamente a que Aristóteles sea el novio de Temo. Guido tiene de su lado a Luigi como cómplice para cambiar el testamento de Massimo. |              |                                                                            |                           |                      |
| 197 | 95           | «La despedida de solteros de Pancho y Susana»                              | 16 de noviembre de 2018   | 3.1                  |
| Susana y Pancho han pasado las pruebas suficientes que demuestran que son el uno para el otro. La fecha de su boda está confirmada y disfrutan de su despedida de soltero y soltera con toda la familia. Massimo se da cuenta de que Imelda y Crisanta se conocen, por lo que se esconde de ambas. Imelda y Tulio amenazan a Polita con la custodia de Arquímedes si no abandona el edificio. |              |                                                                            |                           |                      |
| 198 | 96           | «Aris y Temo se meten en problemas con la policía»                         | 19 de noviembre de 2018   | 3.7                  |
| Durante su primera cita especial, Aristóteles y Temo son acusados por la policía de usar drogas en el parque, y no saben qué hacer para demostrar que todo es una confusión y que son inocentes. Gabriel le pregunta a Guido por qué el mezcal del negocio de su abuelo está adulterado. Catalina sorprende a Imelda y Massimo en una cena romántica secreta, por lo que Imelda le pide que no le diga nada a su familia. |              |                                                                            |                           |                      |
| 199 | 97           | «Gabriel enfrenta a Guido»                                                 | 20 de noviembre de 2018   | 3.1                  |
| Gabriel descubre que Guido traicionó a su abuelo, y que es el responsable de adulterar el mezcal y planea quedarse con las compañías de Massimo. |              |                                                                            |                           |                      |
| 200 | 98           | «Gabriel muere después del nacimiento de sus hijos»                        | 21 de noviembre de 2018   | 3.8                  |
| Daniela y Gabriel son testigos del nacimiento de sus trillizos juntos. El veneno que Guido le dio a Gabriel hace que su corazón falle. Después del nacimiento de los trillizos, Gabriel sufre un ataque al corazón y los médicos no pueden salvar su vida. En la escuela, todo el mundo sufre de problemas gástricos. |              |                                                                            |                           |                      |
| 201 | 99           | «La familia se une para darle el último adiós a Gabriel»                   | 22 de noviembre de 2018   | 3.5                  |
| La familia y los amigos le dan el último adiós a Gabriel y con ellos, Daniela se despide del amor de su vida, prometiendo que sus hijos lo honrarán por ser un hombre único e inolvidable. Blanca regresa a Oaxaca para darle a Daniela la fuerza que necesita para avanzar con sus hijos. Aristóteles está furioso al saber que su familia quiere quitarle a su madre la custodia de Arquímedes. |              |                                                                            |                           |                      |
| 202 | 100          | «Massimo hereda sus bienes a los hijos de Gabriel»                         | 23 de noviembre de 2018   | 3.4                  |
| Massimo no planea dejar a sus tres bisnietos indefensos y ahora que Gabriel no está, todas sus compañías serán para ellos. Guido se entera de la decisión que tomó su abuelo. Robert y Julieta no pueden estar con Daniela, pero le escriben una carta para enviarle todo su apoyo. Julio sospecha que Sebastián es responsable del ataque de eructos en la escuela. Pancho planea con Susana la posibilidad de vivir juntos. |              |                                                                            |                           |                      |
| 203 | 101          | «Neto es el nuevo gerente de la mezcalería de Massimo»                     | 26 de noviembre de 2018   | 3.7                  |
| Ernesto (Gabriel Soto) es un hombre que busca el sueño americano y está a punto de lograrlo. En el restaurante donde trabaja, comienzan a ofrecer el mezcal de Guido. Guido le anuncia a Luigi cuál será su próximo plan para mantener la fortuna de Massimo. Yolo niega sus raíces mexicanas y no le gusta nada que sea mexicano. |              |                                                                            |                           |                      |
| 204 | 102          | «Neto es deportado de Estados Unidos»                                      | 27 de noviembre de 2018   | 3.7                  |
| La policía descubre que Neto usó documentos falsos y violó la ley al contratar ilegales en el restaurante, por lo que es arrestado y deportado de los Estados Unidos junto con sus tres hijos. Mientras Hugo investiga si Sebastián es responsable del ataque de eructos, Grecia sufre un nuevo ataque después de comer una manzana. |              |                                                                            |                           |                      |
| 205 | 103          | «Neto y sus hijos empiezan una nueva vida en México»                       | 28 de noviembre de 2018   | 3.4                  |
| Yolo no perdona a Neto por tener que abandonar el país donde vivieron durante muchos años, a pesar de eso, llegan a México decididos a comenzar una nueva vida juntos. Polita informa a Blanca y Daniela sobre los planes de Imelda para alejar a Arquímedes de ella. Eugenio revela quién fue su primer amor, esa misma mujer es también la madre de Neto. |              |                                                                            |                           |                      |
| 206 | 104          | «Massimo no quiere ayudar a Neto»                                          | 29 de noviembre de 2018   | 3.2                  |
| Neto regresa al lugar donde nació, Oaxaca. Y con la ayuda de Pancho logra encontrar a Massimo, pero éste se niega a darle su apoyo. Susana y Pancho intentan adaptarse a su nueva vida. |              |                                                                            |                           |                      |
| 207 | 105          | «Yolo es la nueva vecina de Aris»                                          | 30 de noviembre de 2018   | 2.9                  |
| Blanca acepta que Neto y sus hijos viven en el techo del edificio Córcega. Yolo y Aristóteles chocan por accidente, y a pesar de su ira, Yolo siente una atracción por él. Al contarle a su padre sobre el incidente, Temo comienza a sentir celos del interés de Yolo. Neto consigue un trabajo como portero en un bar. |              |                                                                            |                           |                      |
| 208 | 106          | «Temo y Yolo, la pelea por Aris comienza»                                  | 3 de diciembre de 2018    | 3.4                  |
| Neto y Grecia tienen un inoportuno encuentro. Aris le prepara una grata sorpresa a Temo, pero son interrumpidos con la llegada de los Rey. Ahí, Yolo comienza a coquetear con Aris, despertando los celos de Temo, quien a su vez trata de hacerla entender que él es su novio. Susana hace un trato con Julio y Sebastián, ambos, hartos de compartir el mismo cuarto, proponen a Susana que, si los conflictos entre ellos no se resuelven en una semana, la idea de vivir juntos se desmoronará. |              |                                                                            |                           |                      |
| 209 | 107          | «Yolo organiza una fiesta en el edificio Córcega»                          | 4 de diciembre de 2018    | 3.4                  |
| Yolo rompe las reglas del edificio organizando una fiesta en la azotea. La familia Córcega al darse cuenta exigen orden, pero Yolo amenaza con portarse aún más mal. En su primer día de trabajo, Neto se enfrenta a Grecia nuevamente y ella hace que despidan involuntariamente, ahora Neto debe enfrentar el desempleo nuevamente y los problemas que Yolo ha creado en el edificio de los Córcega. |              |                                                                            |                           |                      |
| 210 | 108          | «Doña Imelda le exige a Neto que se vaya del edificio»                     | 5 de diciembre de 2018    | 2.9                  |
| Después de romper las reglas del edificio, Doña Imelda le prohíbe a Neto vivir en el apartamento en la azotea. Yolo acepta que ella planeó todo para regresar a los Estados Unidos. Neto no tiene a dónde ir y se ve obligado a dormir en la calle con sus hijos. Daniela descubre que Crisanta también es la novia de Massimo. |              |                                                                            |                           |                      |
| 211 | 109          | «El destino insiste unir a Grecia y Neto»                                  | 6 de diciembre de 2018    | 3.2                  |
| Neto no permite que sus hijos duerman en la calle, por lo que decide volver a buscar a Pancho e intentar recuperar su trabajo en el bar. Neto acepta pasar la noche en la casa de Susana, lo que nunca imaginó es que el destino lo reuniría con Grecia. Blanca descubre que Eugenio tiene alzheimer, y está decepcionada con su familia por habérselo escondido. |              |                                                                            |                           |                      |
| 212 | 110          | «Blanca hace una promesa de amor»                                          | 7 de diciembre de 2018    | 2.9                  |
| La enfermedad de Eugenio progresa, pero Blanca le promete que lo ayudará a combatir el dolor y que permanecerán juntos en la salud y en la enfermedad, sin importar lo doloroso que sea. Neto abre su corazón y le cuenta su historia a Grecia, lo cual aumenta su interés en ella. Susana toma la decisión de separarse de Pancho, gracias a los problemas entre Julio y Sebastián. Neto detecta que el mezcal de Massimo está adulterado y lo pone en aviso. |              |                                                                            |                           |                      |
| 213 | 111          | «Yolo besa a Aris, ¿será el fin de ArisTemo?»                              | 10 de diciembre de 2018   | 3.6                  |
| Yolo persiste en conquistar a Aristóteles, y mientras él se distrae, ella le roba un beso. Ella le advierte que se verán más a menudo, porque ella volverá a vivir en el edificio de los Córcega y asistirá a la misma escuela que él. Los trillizos de Daniela llegan a casa. Pancho le explica a Neto que Susana ha regresado a su hogar después de la pelea entre Julio y Sebastián. Imelda le confirma a sus hijos que Yolotl Rey, la mujer que los separó como hermanos, ha regresado a sus vidas. |              |                                                                            |                           |                      |
| 214 | 112          | «Imelda y Crisanta descubren que comparaten al mismo hombre... ¡otra vez!» | 11 de diciembre de 2018   | 3.6                  |
| Crisanta escucha la conversación romántica que Massimo mantiene con Doña Imelda, así es como ella descubre que una vez más aman a su rival. Eugenio le confiesa a Neto que su madre fue su primer amor, por lo que Blanca estalla contra él cuando lo escucha. Temo prepara una venganza para Yolo, lo que posiblemente podría causarle un gran problema con Aristóteles. |              |                                                                            |                           |                      |
| 215 | 113          | «Eugenio sospecha que Neto es su hijo»                                     | 12 de diciembre de 2018   | 3.1                  |
| Desde que Eugenio supo que Yolotl, su primera novia, es la madre de Neto, sospecha que Neto es su hijo. Doña Imelda sabe que Eugenio es el padre de Neto, pero ella le mentirá para tratar de ocultar el pasado. Los niños le ponen una trampa a Yolo para que Temo pueda advertirle que no se involucre en su relación con Aristóteles. |              |                                                                            |                           |                      |
| 216 | 114          | «Guido confiesa uno de sus crimines»                                       | 13 de diciembre de 2018   | 3.0                  |
| Yolo y sus hermanos preparan una venganza contra Temo, pero en un error de tiempo, Guido es el que sufre las consecuencias que le causan una crisis nerviosa y termina confesando que mató a sus padres. Audifaz cree que Eugenio tiene que saber qué le hicieron los Córcegas a Yolotl. |              |                                                                            |                           |                      |
| 217 | 115          | «Ernesto Rey podría ser hijo de Audifaz»                                   | 14 de diciembre de 2018   | 3.2                  |
| Doña Imelda acepta que cuando supo que Yolotl estaba embarazada, la obligó a desaparecer por el bien de su familia y ahora que Neto entró en sus vidas, Audifaz cree que él podría ser su hijo. Guido continúa con su plan de conquistar a Linda, pero ella solo lo ve como un amigo. Susana y Pancho no logran ponerse de acuerdo con los preparativos para su boda. |              |                                                                            |                           |                      |
| 218 | 116          | «Susana y Pancho ya son marido y mujer»                                    | 17 de diciembre de 2018   | 3.5                  |
| Después de posponer su boda en solidaridad con la familia Córcega, Susana y Pancho se unen a sus vidas delante de Dios, amigos y familia, mientras Susana entra a la iglesia acompañada de sus hijos, Blanca es la que entrega a Pancho al altar. Guido va al edificio de los Córcega y trata de envenenar a Hermoso. Imelda cree que la desaparición de Robert fue un castigo por dejar a Yolotl salir embarazada. |              |                                                                            |                           |                      |
| 219 | 117          | «Blanca se entera de que Eugenio podría ser padre de Neto»                 | 18 de diciembre de 2018   | 3.4                  |
| Desde que Eugenio mencionó que Yolot era su primer amor, Blanca no deja de pensar que existe la posibilidad de que Eugenio tenga más familia. Yolo les hace pasar a Temo y a Aristóteles un mal momento durante la boda de Pancho, y aunque Temo se vio afectado, no cayó en provocaciones para no arruinar la boda de su padre. Crisanta le propone una tregua a Imelda para que juntas se venguen de Massimo. Neto descubre el oscuro secreto que Grecia esconde. |              |                                                                            |                           |                      |
| 220 | 118          | «ArisTemo sella su amor con un tatuaje»                                    | 19 de diciembre de 2018   | 3.3                  |
| Temo le propone a Aristóteles sellar su amor con un tatuaje, los dos se arriesgan a recordar su historia para siempre. Linda se enfrenta a Imelda por haberles dicho a la familia que tiene una enfermedad de transmisión sexual. Susana y Pancho viven su luna de miel al máximo, pero Susana parece sentir vergüenza por algunos de los comportamientos de Pancho. Guido está a punto de ser descubierto gracias a los hijos de Neto. |              |                                                                            |                           |                      |
| 221 | 119          | «La Navidad llega al edificio Córcega»                                     | 20 de diciembre de 2018   | —                    |
| Los Córcega le dan la bienvenida a la temporada de Navidad, mientras que Neto y sus hijos decoran el árbol de Navidad, los López están felices de compartir las tradiciones y celebrar su primer año como familia. Massimo exige una explicación de Guido, después de encontrar veneno en su habitación. Blanca le revela a Imelda que sabe de la existencia de Yolotl y le exige que le diga si Eugenio tiene más familia. |              |                                                                            |                           |                      |
| 222 | 120          | «Julieta y Robert mandan un mensaje de Navidad»                            | 21 de diciembre de 2018   | —                    |
| Julieta y Robert envían cartas misteriosas, donde le piden a la familia que cumpla una misión muy especial, distribuir juguetes, ropa, mantas y alimentos a las personas que más lo necesitan. Guido continúa su plan para apoderarse del imperio Mussi, y hará todo lo posible para eliminar a Hermoso. |              |                                                                            |                           |                      |
| 223 | 121          | «Guido secuestra a Hermoso»                                                | 24 de diciembre de 2018   | —                    |
| Guido roba Hermoso y la tropa entera se une para encontrar al perro. La familia Córcega y la familia López se están preparando para poner la natividad tradicional de las fiestas navideñas. |              |                                                                            |                           |                      |
| 224 | 122          | «La pastorela de los Córcega»                                              | 25 de diciembre de 2018   | —                    |
| Las familias López y Córcega tienen una obra de Navidad. Accidentalmente, Aristóteles rompe el belén de Polita y no podrá participar en el concurso de belenes mejor decorado. |              |                                                                            |                           |                      |
| 225 | 123          | «Todos los Córcega pasan juntos la Navidad»                                | 26 de diciembre de 2018   | —                    |
| Pancho ayuda a Mando a escapar del abuso que sufre Artemio, su padrastro, y lo invita a pasar la Nochebuena juntos. Aunque algunos de los Córcega no quieren estar juntos en estas fechas, no tienen más remedio que vivir juntos y celebrar la Navidad como una familia unida. |              |                                                                            |                           |                      |
| 226 | 124          | «¿La Tropa descubre la Fábrica de Santa?»                                  | 27 de diciembre de 2018   | —                    |
| La tropa unida tiene una nueva misión, para demostrar que existe Santa Claus. Con la ayuda de las redes sociales, Aristóteles intenta cumplir el sueño de Gaby, y aunque fueron víctimas de una trampa, logran su objetivo y ella recibe un regalo. |              |                                                                            |                           |                      |
| 227 | 125          | «El fantasma de la Navidad aparece en el edificio Córcega»                 | 28 de diciembre de 2018   | —                    |
| Los habitantes del edificio Córcega se enfrentan al misterioso fantasma de la Navidad, que parece dejar un mensaje especial a cada uno de los miembros de esta familia. |              |                                                                            |                           |                      |
| 228 | 126          | «Linda está embarazada»                                                    | 31 de diciembre de 2018   | —                    |
| En el Día de los Santos Inocentes, las familias Córcega y López hacen bromas y bromas entre sí. Linda confiesa que está embarazada de Axel. Imelda y Crisanta se hacen amigas. La tropa planea hacer que Pancho crea que es millonario nuevamente, sin saber que en realidad ya lo es. |              |                                                                            |                           |                      |
| 229 | 127          | «Aristemo busca el regalo perfecto de Año Nuevo»                           | 1 de enero de 2019        | —                    |
| Temo impide que Aris empeñe su teclado para comparar un regalo de Año Nuevo, descubren que lo mejor es estar juntos como pareja y deciden participar en un concurso de televisión. |              |                                                                            |                           |                      |
| 230 | 128          | «Aristemo gana el concurso de canto»                                       | 2 de enero de 2019        | —                    |
| Aristóteles y Temo participarán en un concurso de compositores en la televisión nacional. Pero alguien ha robado su demo. La tropa unida ayuda a recuperar la demo, gracias a eso, la pareja gana el concurso y se presentan a cantar en vivo. Durante la cena para recibir el 2019, la familia Córcega quiere lo mejor para todos, pero los recuerdos hacen que Yolo permanezca insatisfecha con su vida y exige a su padre que tenga la vida que su madre siempre quiso que tuvieran. |              |                                                                            |                           |                      |
| 231 | 129          | «Yolo y sus hermanos recuerdan el día en que su mamá los abandonó»         | 3 de enero de 2019        | —                    |
| Yolo recuerda lo feliz que estaba antes y culpa a Neto por el abandono de su madre. Neto tiene la intención de comenzar una nueva vida y construir recuerdos para sanar su corazón y el de sus hijos. En la casa de Doña Imelda, la tarde se vuelve sombría cuando recuerdan el pasado y Daniela se da cuenta de que su regalo no está muy lejos de lo que vivía su abuela. |              |                                                                            |                           |                      |
| 232 | 130          | «Yolotl estaba embarazada cuando se fue de Oaxaca»                         | 4 de enero de 2019        | 3.2                  |
| Doña Imelda recuerda cuando la vida de Eugenio estuvo en peligro, recibe una gran sorpresa al reencontrarse con sus grandes amigas y también confiesa que sabía del embarazo de Yolotl. |              |                                                                            |                           |                      |
| 233 | 131          | «Neto descubre que Guido traicionó a Massimo»                              | 7 de enero de 2019        | 3.5                  |
| Neto revisa los documentos de la mezcalería y descubre una modificación en donde Massimo cede todas las acciones, dejando a Guido como dueño mayoritario. Daniela conoce al doctor Carlos Rojas. |              |                                                                            |                           |                      |
| 234 | 132          | «Neto se entera de que Eugenio podría ser su padre»                        | 8 de enero de 2019        | 3.8                  |
| Eugenio le dice a Neto que podrían ser padre e hijo pero existe otra posibilidad de que sea un Córcega, porque Yolotl también estuvo enamorada de Audifaz. Guido culpa a Luigui por fraude en la mezcalería. Blanca se queja de Imelda de que siempre actúa a su conveniencia y es por eso que la familia se desmorona. Después de que Neto expuso los fraudes de Guido contra Massimo, Guido planea vengarse de Neto donde más duele. |              |                                                                            |                           |                      |
| 235 | 133          | «Aris debe elegir entre Temo y su carrera»                                 | 9 de enero de 2019        | 3.6                  |
| Rufo le aconseja a Aris mantener oculta su relación con Temo, de lo contrario su carrera como cantante no tendrá éxito, y todo será un sacrificio para ayudar a su familia. Después de una desastrosa cena de negocios, Susana explotará contra Pancho cuestionando si su relación fue la mejor idea. Diana le propone a Hugo regresar a la escuela como director. |              |                                                                            |                           |                      |
| 236 | 134          | «Pancho se transforma en un hombre de negocios»                            | 10 de enero de 2019       | 3.9                  |
| Pancho hace lo que Susana le pidió,decide evolucionar y competir por la vicepresidencia creativa de la empresa, está dispuesto a demostrar que es el mejor hombre para ella. |              |                                                                            |                           |                      |
| 237 | 135          | «Polita pierde la patria potestad de Arqui»                                | 11 de enero de 2019       | 3.3                  |
| El juez anuncia que después de revisar las nuevas pruebas sobre el caso de Amapola y la custodiad de Arqui, cede temporalmente la patria potestad a Audifaz. Grecia abre su corazón a Neto y le confiesa un terrible secreto del pasado. Diana le revela a Hugo que ella es responsable del ataque de eructos, del cual fue despedido como director de la escuela. |              |                                                                            |                           |                      |
| 238 | 136          | «Aris y Temo se reconcilian»                                               | 14 de enero de 2019       | 3.5                  |
| Temo deja una carta para Aris, en donde le recuerda que el amor todo lo soluciona y está para apoyarlo en sus problemas, pero Rufo amenaza su relación al pedirle a Temo que se aleje de Aris. Después de la tragedia de perder a su hijo, Polita enfrentará un nuevo desafío cuando la demanden por no vender los jugos. Guido cambia los resultados en el análisis de Neto, haciéndole creer que es parte de la familia Córcega. De repente, Susana no puede hablar. Blanca explota contra Imelda, por querer hacerle daño a Polita y llevarse a su hijo. |              |                                                                            |                           |                      |
| 239 | 137          | «Aris le exige a Rufo que respete su relación con Temo»                    | 15 de enero de 2019       | 3.2                  |
| Ari se da cuenta de que Rufo le pidió a Temo que se alejara, lo amenaza con cancelar su presentación si no le pide perdón. Aris esta orgulloso de Temo y le recuerda que lo ama porque es único. Neto revela a sus hijos que tienen más familia. Susana está harta de las maneras en que Pancho tiene que negociar, y ella deja claro que no quiere que él esté cerca de ella en el lugar de trabajo. Los Córcega dan la bienvenida a Neto y su familia, aunque no de la mejor manera. |              |                                                                            |                           |                      |
| 240 | 138          | «Yolo pasa la noche con Guido»                                             | 16 de enero de 2019       | 3.4                  |
| Después de pelearse con Linda, Yolo le dice a Guido que quiere irse de Oaxaca y no piensa regresar a su casa. Guido la acompaña a un hotel en donde ella le pide que no la deje sola y lo besa. Neto comienza a buscar a Yolo, pero todo se complicará con una llamada inesperada. Tulio confiesa que sobornó al juez en el caso de Polita, en beneficio de Audifaz e Imelda. Polita es arrestada, supuestamente por hacer un fraude. |              |                                                                            |                           |                      |
| 241 | 139          | «Audifaz busca a Pacho para pedirle ayuda»                                 | 17 de enero de 2019       | 3.5                  |
| Audifaz le dice a Pancho que Polita esta detenida acusada de fraude, por lo que necesita dinero para sacarla de los separos. Pancho ayuda a Audifaz y logran que Polita salga libre. Ariana, la esposa de Neto, se comunica con él porque quiere ver a su familia. Después de buscar a Yolo toda la noche, Neto la descubre saliendo de un hotel con Guido. |              |                                                                            |                           |                      |
| 242 | 140          | «Pancho le quita autoridad a Susana en el trabajo»                         | 18 de enero de 2019       | 3.0                  |
| Pancho comienza desplazar a Susana en el trabajo y ella se decepciona al enterarse de que no le dio su lugar frente a los inversionistas. Audifaz reconsidera y devuelve a Polita la custodia de Arquímedes, a pesar del desacuerdo de Imelda y Tulio. Yolo descubre que Neto y Grecia se besan, por lo que los ataca por sentirse como una traición hacia su madre. |              |                                                                            |                           |                      |
| 243 | 141          | «Aristemo quiere que su primer beso sea especial»                          | 21 de enero de 2019       | 3.6                  |
| Temo quiere que su primer beso de amor será con Aris mientras habla de lo increíble que es ser Aristemo, están a punto de besarse. Daniela y Susana les sugieren planear una cita especial. Yolo está en contra de la relación de Neto con Grecia, y le pide que haga lo que pueda para encontrar a su madre. Pancho decide cancelar el proyecto con los inversionistas para darle a Susana su lugar. Eugenio le pide perdón a Neto, por no haberlo visto crecer y le pide que le permita conocerlo para poder amarlo. |              |                                                                            |                           |                      |
| 244 | 142          | «Guido planea destruir a la familia de Neto»                               | 22 de enero de 2019       | 3.6                  |
| Luigui localiza a Ariana, Guido asegura que destruirá a la familia de Neto por haberle quitado todo lo que trabajó. Massimo decide que Neto preparará la receta para el mezcal conmemorativo. Grecia cree que ha dejado atrás su pasado, pero Félix regresa para hacerle la vida imposible. Pancho se opone a que Temo y Aristóteles tengan una cita romántica. Neto le da a Daniela el regalo que Carlos dejó en secreto y se siente consternada al saber quién es su admirador. Eugenio le pide a Audifaz que no le mencione a Neto que él también podría ser su hijo. |              |                                                                            |                           |                      |
| 245 | 143          | «Félix intenta ahogar a Grecia»                                            | 23 de enero de 2019       | 3.6                  |
| Félix regresa a la vida de Grecia, le advierte que volverá a estar con él por las buenas o por las malas e intenta ahogarla. Grecia llama a Neto para decirle que Félix la atacó. |              |                                                                            |                           |                      |
| 246 | 144          | «Daniela investiga sobre la muerte de Gabriel»                             | 24 de enero de 2019       | 3.6                  |
| Guido roba la foto de Gabriel para deshacerse de ella. Daniela le dice a Carlos que quiere entender qué le pasó a Gabriel y empieza a investigar la extraña enfermedad que causó su muerte. |              |                                                                            |                           |                      |
| 247 | 145          | «Neto se reencuentra con Ariana»                                           | 25 de enero de 2019       | 3.4                  |
| Ariana llega a Oaxaca dispuesta a ver sus hijos, Guido le asegura que Yolo será muy feliz cuando la vea, pero antes, decide encontrarse con Neto. Audifaz aún ama a Polita y quiere recuperarla, pero el abogado Eduardo también está enamorado de ella y lo confiesa. Neto se entera de que su madre estaba enamorada de dos hermanos Córcega. |              |                                                                            |                           |                      |
| 248 | 146          | «La cita especial de Aristemo»                                             | 28 de enero de 2019       | 3.6                  |
| Axel y la tropa convencen a Linda de que los acompañe a la cita especial de Aristemo. Guido asegura que la hora de los Unidos ha llegado y pronto iniciará su venganza. Neto anuncia a sus hijos que su madre, Ariana, ha regresado a sus vidas. Massimo quiere que los trillizos sean los herederos de todo lo que tiene. |              |                                                                            |                           |                      |
| 249 | 147          | «Guido se venga de Aristemo»                                               | 29 de enero de 2019       | 3.6                  |
| Aris y Temo prometen estar juntos toda la vida, como testigo de su amor, tallan en un árbol la palabra “Tahi”. Guido intenta acabar con la tropa y provoca que Aris sufra un terrible accidente. |              |                                                                            |                           |                      |
| 250 | 148          | «Aris tiene una esperanza de volver a caminar»                             | 30 de enero de 2019       | 3.7                  |
| El accidente que Aris sufrió es más grave de lo que imaginaron y deberá someterse a una cirugía, de lo contrario, no podrá volver a caminar ni bailar. Carlos ya no puede ocultar lo que siente y declara su amor por Daniela, aunque ella deja en claro que no puede corresponder a sus sentimientos. Félix vuelve a amenazar a Grecia, pero se dará cuenta de que ella ya no está sola. |              |                                                                            |                           |                      |
| 251 | 149          | «Aris se prepara para una difícil rehabilitación»                          | 31 de enero de 2019       | 3.6                  |
| Después de la operación, es probable que Aris no vuelva a caminar bien por meses, por lo que debe vencer un nuevo obstáculo, pero con la ayuda de Temo y su familia no descansará hasta ponerse de pie. Yolo quiere que su madre regrese con su familia, pero Neto se opone a su decisión. A Blanca le ha afectado que Eugenio haya olvidado el amor entre ellos y que, en cambio, recuerde lo que sintió por Yolotl. |              |                                                                            |                           |                      |
| 252 | 150          | «Yolo no acepta que Neto sea novio de Grecia»                              | 1 de febrero de 2019      | 3.3                  |
| Neto les confiesa a sus hijos que es novio de Grecia, pero Yolo no acepta esa relación y lo amenaza con regresar a Estados Unidos con su mamá. Como Aristóteles no podrá caminar, Temo lo ayuda a hacer música desde la comodidad de su cama. |              |                                                                            |                           |                      |
| 253 | 151          | «Audifaz y Eduardo se enfrentan por el amor de Polita»                     | 4 de febrero de 2019      | 3.5                  |
| Eduardo admite frente a Audifaz que está enamorado de Polita y le advierte que no le dará explicaciones porque es una mujer libre. Aris acepta que Polita se dé una nueva oportunidad en el amor. Guido pondrá una trampa para que Neto demuestre que no ha olvidado a su exesposa. Yolo aprovechará esta situación para alejar a Grecia. Daniela recibe un mensaje anónimo en el que indica que la muerte de Gabriel no se debió a causas naturales. El odio en el corazón de Guido crece cada vez más y el concurso "La flor más bella de Oaxaca" será el momento ideal para destruir el corazón de Neto. |              |                                                                            |                           |                      |
| 254 | 152          | «Andy y Santi arruinan “La flor más bella de Oaxaca”»                      | 5 de febrero de 2019      | 3.7                  |
| Andy y Santi se hacen pasar por niñas para concursar en “La flor más bella de Oaxaca”, cuando uno de ellos gana, son descubiertos, el evento se arruina y deben nombrar otra ganadora. Eugenio confunde a Blanca con Yolotl, como parte de su pérdida de memoria. Ariana se enfrenta a Grecia por el amor de Neto. Daniela recibe otro mensaje sobre la muerte de Gabriel. Durante el concurso, Guido revela que Eugenio y Neto no tienen ninguna relación familiar. |              |                                                                            |                           |                      |
| 255 | 153          | «Neto y Eugenio confirman que no son familia»                              | 6 de febrero de 2019      | 3.6                  |
| Eugenio y Neto se practican nuevamente los exámenes de ADN, gracias a eso,confirman que no son padre e hijo. Susana le sugiere a Pancho que ya no trabaje con ella por el bien de su relación. |              |                                                                            |                           |                      |
| 256 | 154          | «Carlos sospecha que Gabriel fue envenenado»                               | 7 de febrero de 2019      | 3.6                  |
| Carlos revisa los síntomas que Gabriel tuvo antes de morir y descubre que hay relación con la muerte de los padres de Guido, quienes murieron por envenenamiento crónico. |              |                                                                            |                           |                      |
| 257 | 155          | «Neto descubre que Yolo es novia de Guido»                                 | 8 de febrero de 2019      | 3.6                  |
| Neto sorprende a Yolo y Guido besándose, ellos aceptan que llevan varios meses viéndose a escondidas porque están enamorados. Neto le prohíbe a Yolo que siga viendo a Guido. Luigi está dispuesto a decir la verdad sobre la muerte de Gabriel. |              |                                                                            |                           |                      |
| 258 | 156          | «Daniela se entera de que Gabriel fue envenenado»                          | 11 de febrero de 2019     | 3.3                  |
| Daniela y Massimo entregan el dinero que les piden, a cambio, recibe otro anónimo donde confirma que Gabriel murió porque alguien lo envenenó. Yolo acepta un plan de escape con Guido, luego de enterarse de que su madre la abandonará nuevamente. Mientras que Guido, quiere desaparecer antes de que Daniela sepa la verdad. Frida le revela a Blanca que ella y Yolo sacaron el dinero de su caja de ahorros. |              |                                                                            |                           |                      |
| 259 | 157          | «Neto quiere impedir que Yolo escape con Guido»                            | 12 de febrero de 2019     | 3.8                  |
| Neto descubre que Yolo intenta escapar de Oaxaca y Guido está con ella, Yolo no quiere hacer sufrir a su papá y le dice en dónde se encuentra. Luigi envía la evidencia de los crímenes de Guido a Daniela y ella le cuenta la verdad dolorosa a Massimo. Daniela le pide a Neto que no deje escapar a Guido. |              |                                                                            |                           |                      |
| 260 | 158          | «Daniela logra vengar la muerte de Gabriel»                                | 13 de febrero de 2019     | 4.2                  |
| Daniela impide que Guido escape e intenta ahorcarlo. Guido es llevado a prisión acusado por el asesinato de Gabriel y por intento de homicidio en contra de Daniela. Carlos le revela a Blanca que está enamorado de Daniela. Luigi continúa descubriendo la verdad y alerta a los Córcega sobre los ataques de Guido. |              |                                                                            |                           |                      |
| 261 | 159          | «¿Imelda es otra víctima de Guido?»                                        | 14 de febrero de 2019     | 3.7                  |
| Guido acepta que mató a Gabriel, también quiso acabar con la vida de Daniela, y promete acabar con todos. A pesar de haber sido arrestado, Guido ya había preparado otro ataque contra los Córcega. Doña Imelda respira el veneno que Guido puso en el humidificador de los bebés. |              |                                                                            |                           |                      |
| 262 | 160          | «Los Oppas se reencuentran con la familia»                                 | 15 de febrero de 2019     | 3.9                  |
| La familia oppa regresa a Oaxaca con una gran noticia, Julieta está embarazada. Temo prepara una sorpresa en el parque para celebrar el cumpleaños de Aristóteles. Yolo se enfrenta a Guido y menciona que es la mayor decepción que ha tenido en la vida. Después de su encuentro con la muerte, Doña Imelda reconsidera y pide una disculpa a Aristóteles y Temo por hacerles la vida imposible y se compromete a apoyarlos. |              |                                                                            |                           |                      |
| 263 | 161          | «¿Robert siente celos de Neto?»                                            | 18 de febrero de 2019     | 3.8                  |
| Robert se encuentra con Neto en el vapor y Eugenio lo presenta como su casi hermano. Robert agradece a Neto por su apoyo, pero deja muy claro que se siente incómodo con su presencia. Julieta descubre que Pancho ha ocupado el puesto que tenía cuando se fue. Temo le da un anillo a Aristóteles, como símbolo de que no importa la distancia que ellos estén, lucharan a los cambios que les deparé la vida y estarán siempre juntos. Doña Imelda se disculpa con Polita aunque ya no quiere salvar su matrimonio con Audifaz. |              |                                                                            |                           |                      |
| 264 | 162          | «Julieta se enfrenta con Pancho por la vicepresidencia»                    | 19 de febrero de 2019     | 3.8                  |
| Julieta quiere recuperar su puesto, está segura de que es mejor vicepresidenta y acepta competir con Pancho. Imelda le pide a Audifaz que se acerque a su familia y se reconcilie con ellos. La primera audiencia se lleva a cabo, en el juicio que Daniela enfrenta contra Guido. Varios testigos vinieron a dar sus declaraciones, pero el arresto inesperado de Luigi pudo hundir aún más a Guido. |              |                                                                            |                           |                      |
| 265 | 163          | «Guido pasará el resto de su vida en la cárcel»                            | 20 de febrero de 2019     | 4.2                  |
| Durante el juicio, Luigi revela que Guido es culpable de todos los delitos de los que se le acusa y también causó la muerte de sus padres y la amenaza de aborto de Daniela, por lo que es sentenciado a 85 años de prisión. Aristóteles y Temo le anuncian a Robert y Julieta su deseo de casarse, pero son discriminados en el restaurante. Después de apoyar a Daniela en el juicio contra Guido, Carlos decide dar el siguiente paso y confiesa que la ama más que antes. |              |                                                                            |                           |                      |
| 266 | 164          | «Massimo le propone matrimonio a Doña Imelda»                              | 21 de febrero de 2019     | 4.1                  |
| Doña Imelda anuncia que Massimo y ella decidieron casarse porque quieren pasar el resto de sus días juntos. Blanca le dice a la familia que renovará sus votos matrimoniales con Eugenio. Audifaz y Tulio están decididos de cambiar los sentimientos de Aristóteles hacia Temo y contratan a una chica para que tenga intimidad con él. La enfermedad de Eugenio se agrava y olvida cosas básicas. Susana anuncia quién quedará con el cargo de la vicepresidencia creativa. |              |                                                                            |                           |                      |
| 267 | 165          | «Aris y Temo deben separarse»                                              | 22 de febrero de 2019     | 4.0                  |
| Temo decide ir a la Ciudad de México para estudiar, pero antes de separarse de Aristóteles y su familia, viven su último baile planeado por la tropa Unidos. Imelda encuentra a Linda haciendo negocios con Crisanta y lo toma como una traición. Robert opera a David de su cicatriz. Guido recibe una oferta para recuperar su libertad. |              |                                                                            |                           |                      |
| 268269 | 166167       | «El primero beso de Aristemo»«El amor y la familia nunca terminan»         | 24 de febrero de 2019     | 3.9                  |
| La tropa cumple su misión, Aristóteles y Temo tienen su último baile antes de separarse; convencidos del gran amor que los une, deciden dar su primer beso de amor real. La familia Córcega va a Huatulco, donde se casan Doña Imelda y Massimo. Después de grandes momentos en la playa, Aristóteles no dejará que Temo se vaya solo, decide comenzar su carrera en la Ciudad de México y crecer como pareja, pero siendo uno por el resto de sus vidas. Imelda y Crisanta reconocen a la gran mujer que tienen enfrente, ambas están de acuerdo en que merecen ser amadas y disfrutan de la vida, deciden tratar de ser amigas. Carlos quiere acompañar a Daniela en los momentos más importantes de sus hijos, ella acepta darle una oportunidad. Audifaz lamenta haber tratado mal a su familia, sabe que no merece su perdón y admite que está orgulloso de Aristóteles. Guido tiene la esperanza de escapar de la prisión, pero todo fue un plan para comenzar a pagar su sentencia. Con una emotiva ceremonia, Blanca recuerda su historia de amor con Eugenio, ellos confirman que siempre estarán juntos. Julieta y Robert tienen un nuevo objetivo, un amor familiar que dura toda la vida. |              |                                                                            |                           |                      |